# Печорский уезд (Эстония)
Печо́рский уе́зд, Петсеримаа (эст. Petserimaa) — один из уездов Первой Эстонской Республики (1920—1940) площадью 1 582 км²; ныне большую часть (79,1 %) уезда в свой состав включает Печорский район Псковской области Российской Федерации, площадь которого составляет 1 251 км².

## История
Эстонская освободительная война, последовавашая за немецкой оккупацией Прибалтики и революционными событиями в России, не ограничилась собственно эстонской этнической территорией. 29 марта 1919 года небольшой преимущественно русский уездный город Печоры Псковской губернии был занят эстонскими и русскими(белыми) формированиями. Однако после периода конфронтации в Советской России возобладала политика уступки части этнических русских территорий новым независимым государствам в обмен на признание новой власти в России. 2 февраля 1920 годa весь Печорский уезд бывшей Псковской губернии вошёл в состав независимой Эстонии по условиям Тартуского мирного договора, став единственным уездом страны с преобладанием этнических русских (65 %). В том же году значительные территории с преобладающим русским населением были уступлены независимой Латвии и (с менее значительным) — Финляндии.

### Латвийско-эстонская граница
В 1923 году Эстония передала преимущественно русскую по этническому составу часть Лавровской волости (эст. Laura vald) Печорского уезда Латвии и 1 июня 1924 года эта часть была объединена с частью бывшей Калнапедедзской волости (латыш. Kalnapededzes pagasts), образовав Педедзскую волость (латыш. Pededzes pagasts). Изначально волостное правление разместилось в старом школьном здании бывшей Калнапедедзской волости, но в связи с начавшимся учебным сезоном уже осенью оно перебирается в Калнапедедзскую мызу (латыш. Kalnapededzes muiža), откуда в скором времени переезжает в арендуемые у крестьян дома, находящиеся между Карауковой (латыш. Kraukova) и Сноповой (латыш. Snopova). Позднее эти дома с 3,5 га прилегающей земли выкупает самоуправление для застройки под нужды волости и в сентябре 1928 года волостное правление перебирается в новопостроенное здание.
В 1935 году площадь Педедзской волости Валкского уезда составляла 126,5 км², при населении в 3 040 жителей, в том числе: 1 592 великоросов (52,4 %), 1 322 латышей (43,5 %) и 105 эстонцев (3,5 %).

### Волостное деление

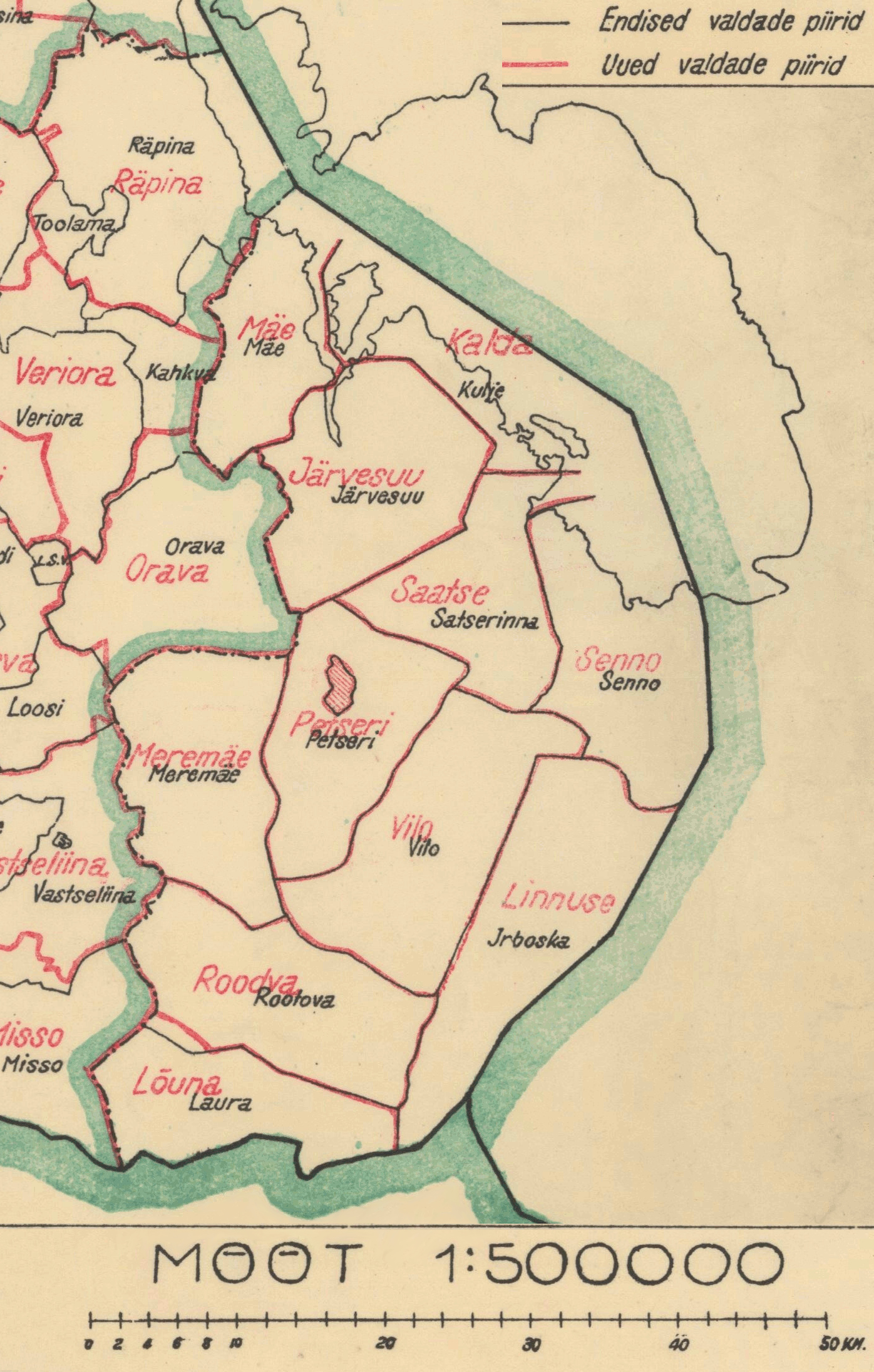
Административно-территориальное деление Печёрского уезда до(синим) и после(красным) 1938 года

Список волостей, согласно эстонским ойконимам в 1925 году, был следующим:
- Мяэ
- Ярвесуу
- Саатсерино
- Меремяэ
- Паниковитса
- Лаура
- Ирбоска
- Сенно
- Вило
- Кулье
- Петсери
- г. Петсери

### В составе СССР
Включение Эстонии в состав СССР в 1940 году не привело к моментальному пересмотру границ: уезд продолжал входить в состав ЭССР. Часть военнослужащих бывшей эстонской армии ушла в подполье.

#### В период Великой Отечественной войны
В 1941—1944 годах во время немецкой оккупации подчинялся рейхскомиссариату Остланд. В годы Второй мировой войны на территории уезда действовали эстонские коллаборционистские подразделения «Омакайтсе». Вольдемар Канна, бывший вахмистр 7-го пехотного полка эстонской армии стал в Печорах командиром сформированного 8 июля 1941 года отряда из 24 человека, вошедших в так называемый «Лендсалг» — летучий отряд «Омакайтсе», который проводил аресты красноармейцев и расстрелы евреев, а также просоветских активистов.

#### Послевоенные годы
16 января 1945 годa бо́льшая часть уезда (8 волостей из 11, а также г. Печоры) передана в состав РСФСР. Небольшие оставшиеся части (20,9 %) вошли в состав уездов Пылвамаа и Вырумаа ЭССР, затем вновь в составе независимой Эстонии (с 1990 года)
. Административным центром уезда являлся город Печоры (Петсери). При этом преимущественно русскоязычная Педедзская волость, которую 1-я Эстонская республика передала 1-й Латвийской республике в 1923 году, так и осталась в составе Латвийской ССР, а затем вошла в состав независимой Латвии.

## Национальная и языковая политика
Повышение доли эстонцев и латышей в Псковской губернии началось ещё в XIX веке. Псковские помещики тогда начали распродавать пустующие и малопригодные земли страдающим от безземелья (ввиду распространения в Лифляндии и Эстляндии немецких латифундий) латышам и эстонцам, освобожденным от крепостной зависимости. Так, в 1890 году в Печорах проживали лишь четыре эстонские семьи, а к 1914 году их было уже около 150 человек. А уже по данным переписи 1922 года эстонцы (включая сету) составляли 33,8 % населения города.
Доля эстонцев выросла повсеместно и в восточном Причудье. Гдовский и Лужский уезды Санкт-Петербургской губернии стали особенно привлекательны для мигрантов из Прибалтики. В Гдовском уезде доля эстонцев к 1897 году достигла 10,5 % (15 278 чел из 145 573 жителей уезда) (Первая всеобщая перепись по данным анализа 1903), а к началу 1920-х годов эстонцев здесь было 11,05 %. (16 882 чел.) (Золотарев, 1926). В Лужском уезде доля эстонцев была меньше: в 1897 г. она составила 3,6 % (4 805 чел. из 133 466 жителей уезда), а в начале 1920-х годов поднялась до 5,1 %. (9 021 чел.). Кроме эстонцев, в Лужском уезде заметной была и доля других финно-угорских народов. По всероссийской переписи населения 1897 г. в том же Лужском уезде 0,75 % населения (1 001 чел.) составили финны, и ещё 0,5 % (635 чел.) — ижорцы.
За свою недолгую историю в составе Эстонской республики население уезда испытало на себе ряд резких изменений в области языковой и национальной политики. Так, поскольку в уезде преобладало русское население, до 1934 года оба языка — русский и эстонский были равноправными, а оба названия (Печоры и Петсери) — официальными. В 1919 году здесь открылась первая русско-эстонская школа, традиции которой продолжает МБОУ Печорская лингвистическая гимназия. При этом, учитывая довольно благополучное экономическое положение в уезде до начала 30-х годов, в нём наблюдался бурный рост населения. Однако установление диктатуры Константина Пятса сопровождалось политикой эстонизации: русский язык был лишён официального статуса, русское отделение Печорского училища было закрыто, а большая часть русской топонимики, включая названия улиц, была замещена эстонской. Это вызвало определённое недовольство русской интеллигенции. Доля эстонцев, включая сету, в самом городе Печоры резко увеличилась, с 22 % до 56 %, хотя в целом по району русские и сохранили значительный перевес. В этот пограничный и преимущественно русскоязычный уезд устремились безработные русские белоэмигранты из Нарвы, бывшая царская интеллигенция из Пскова, различного рода предприниматели, духовенство, в особенности старообрядческого толка, а также паломники из русских диаспор западноевропейских стран. Однако эстонская полиция преследовала как симпатизирующих советским коммунистам, так и российских монархистов. В итоге, акцент был сделан на экономическом развитии региона, но также с этническим перекосом в пользу эстонцев. Земский начальник Йоханнес Рейнталу провел реформу бюрократического аппарата Печор. Также было ликвидировано общиное землевладение русских сёл и проведена оказавшаяся благоприятной для эстонцев и сету волостная реформа, которая повысила их значимость в волостном самоуправлении.

## Население
40 % русского населения межвоенной Эстонии оказались жителями Печорского уезда. Первая перепись населения уезда была проведена эстонскими властями в 1922 г Всего было учтено 61 000 человек, из которых 39 000 (64,9 %) определили себя как русские, 15 тыс. жителей (25,5 %) определили себя как сету и 6,5 % — как собственно эстонцы. Учитывая то что соотношение сету к собственно эстонцам в крае в 1922 году составляло 3 к 1, власти Эстонии взяли курс на эстонизацию сету.
По данным переписи 1934 года русские в уезде составляли 65,06 % населения (39 321), эстонцы и сету — 32,36 % (19 560), латыши — 2,29 % (1 384), прочие — 0,29 %. В отличие от РСФСР, православная церковь на начальном этапе не подверглась гонениям. Oднако языковые права русского населения постепенно урезались. В 1925 г. в Эстонская республика одним из первых новообразованных европейских государств, во исполнение Конституции, приняла закон о культурной автономии национальных меньшинств. Довольно долгое время русская культурная автономия была лишь предметом обсуждения. Союз русских просветительных и благотворительных обществ создал комиссию по введению русской культурной автономии, но события лета 1940 г., включившие Эстонию в состав СССР, сняли этот вопрос.
Уезд продолжал оставаться наименее урбанизированным в Эстонии: лишь 6,6 % его населения проживали в г. Печоры даже после периода бурного роста уездного центра в 1920-е годы. Примечательно что за счёт высокой рождаемости сельского русского населения той эпохи, его доля в целом по уезду практически не менялась даже в условиях независимой Эстонии. Все этноязыковые изменения в основном сводились к эстонизации сету, в первую очередь сетукезской молодёжи, среди которой через систему школьного образования усиленно внедрялся эстонский литературный язык. Согласно переписи населения 1934 года, общая численность нерусского населения в уезде Петсеримаа почти не изменилась по сравнению с 1926 годом, но абсолютная численность сету при этом уменьшилась до 13,3 тысячи человек (на 22 %) за счёт практически равноценного роста доли и числа людей назвавших себя этническими эстонцами. При этом за счёт активного переезда эстонских чиновников с семьями, этнические эстонцы стали большинством населения в самом г. Печоры (Петсери). К 1931 году доля эстонцев здесь достигла 51,3 %, к 1934 году — 54,8 %, к 1937 году — 56,9 % (2 257 чел.). И этот рост доли эстонцев был достигнут в основном путём эстонизации местных сету: к 1937 году доля сету в самих Печорах опустилась до менее чем 3 % (119 чел.). Доля русских в городе Печоры сократилась с 63,2 % (1 272 чел.) по переписи 1922 года до 41,0 % (1 745 чел.) в 1934, хотя их абсолютная численность в городе значительно увеличилась (на 37,2 %). Тем не менее, городскими головами в межвоенный период в городе были исключительно одни эстонцы, а на местных выборах побеждали только эстонские партии.
В 1920-е годы в Эстонии на равных использовались как русский, так и эстонский варианты наименования города. В 1930-е годы, с ростом авторитарных и националистических тенденций в республике, русский вариант был вытеснен из употребления — не только в официальных документах, но и в русскоязычной печати разрешалось использовать лишь эстонские ойконимы. В 1935 году были пересмотрены также названия городских улиц в населённых пунктах уезда, причём ряд русских топонимов был заменён на эстонские.

## Религия
В отличие от советской России, храмы и монастыри в Эстонской республике не разрушались, однако свобода религии для всех граждан декларировалась лишь формально. Все миноритарные религии и культы русских и сетукезских общин подверглись гонениям или же были обложены целой серией запретов.
В 1930-х годах эстонские власти усилили давление и на русскую православную церковь: в них началась активная пропаганда нового календаря, а сету из православных приходов заставили перейти в лютеранство. В Печорах стали проводиться лютеранские богослужения на русском языке, так как церковным языком среди православных сету оставался русский. Далее все сету были объявлены эстонцами, которым было запрещено входить в русскоязычные приходы.

## Переход в состав СССР и РСФСР
B 1940 году, накануне присоединения к СССР, эстонские власти планировали вернуть образование на русском языке, однако вторая мировая война помешала этому. Необходимость в уступках отпала после включения большей части района в состав РСФСР. После присоединения к РСФСР ускоренными темпами была проведена коллективизация и раскулачивание.

## Современность
После восстановления независимости Эстонии от 3 до 10 тыс. жителей района смогли получить гражданство Эстонии на основе эстонских документов о землевладении, действовавших здесь с 1918 по 1940 годы. Эстония отказалась от территориальных претензий на район к моменту вступления в НАТО. К началу XXI века численность народа сету в бывшем Печорском уезде сократилась до 0,5% или 115 человек.